# Cueva de la Pileta
La Cueva de la Pileta es una cueva en Benaoján, provincia de Málaga, Andalucía, en España. Es un yacimiento prehistórico con arte parietal del Paleolítico y restos neolíticos, descubierto en 1905 por José Bullón Lobato, y explorado y estudiado por Willoughby Verner, Henri Breuil y Hugo Obermaier. La cueva reúne numerosas pinturas y grabados de estilo francocantábrico con representaciones de cérvidos, caballos, peces, cabras, toros, una foca, un bisonte, signos abstractos y figuras indeterminadas. Se trata de un importante conjunto que aporta interesantes datos sobre la expansión del arte paleolítico fuera de sus áreas clásicas de desarrollo los años son entre 7000 y 4500 (norte de España y SO de Francia). Asimismo se han hallado también figuras negras esquemáticas del Eneolítico y restos materiales neolíticos (cerámica pintada e incisa). Es uno de los principales atractivos turísticos de la serranía de Ronda.

## El descubrimiento de la cueva
La cueva fue descubierta en 1905 por José Bullón Lobato, campesino con tierras arrendadas en el cercano Rancho del Harillo, al observar la salida de numerosos murciélagos mientras buscaba guano para las tierras. Tras encontrar en sus primeras incursiones las primeras pinturas rupestres denominó al enclave Cueva de los letreros que más tarde tomó el nombre de la Pileta por el cerro en el que se encontraba. La noticia no tardó en extenderse por los pueblos de los alrededores y en 1907 el coronel retirado Willoughby Verner, residente en la cercana ciudad de Algeciras, conoció la existencia de la cueva mientras se encontraba en la localidad de Jimera de Líbar.
Verner visitaría el lugar en los años siguientes de 1909, 1910 y 1911 publicando este último año «Letters from Wilder Spain. A mysterious Cave» en la revista británica The Saturday Review. Este trabajo llegó a manos del antropólogo Henri Breuil que acompañado de Verner y de los estudiosos Hugo Obermaier, Paul Wernert y Juan Cabré visitaron la cueva en 1912. Como consecuencia de estas visitas aparecería la monografía La Pileta a Benaojan: (Málaga) (Espagne) bajo el patrocinio del príncipe Alberto I de Mónaco.
Tras estos primeros trabajos de investigación fueron numerosos los científicos que llegaron a la cueva de la Pileta realizándose múltiples exploraciones. Debido a la importancia de los restos y pinturas presentes en la cueva en 1924 mediante Real Orden de 25 de abril la cueva de la Pileta fue declarada monumento arquitectónico-artístico con denominación de Bien de Interés Cultural (España) (BIC). Todas las expediciones iban acompañadas por el descubridor de la gruta, Tomás Bullón, que gracias al conocimiento acumulado sobre la topografía de la cueva descubrió en 1924 la actual entrada (la original durante la ocupación prehistórica de la cueva) y en 1933 las llamadas Nuevas Galerías y las Galerías del SEU donde se localizaron esqueletos humanos.
En la década de 1940 se procedió a acondicionar el interior de la cueva tallando escalones allí donde era necesario con el objetivo de facilitar el tránsito por su interior. No sería hasta 1992 cuando los hijos de Tomás Bullón acompañados por el grupo de espeleólogos del Grupo Espeleológico Alpino Rondeño (GEAR) de Ronda descubrieron un nuevo tramo en la cueva de 250 metros de longitud.

## Contexto

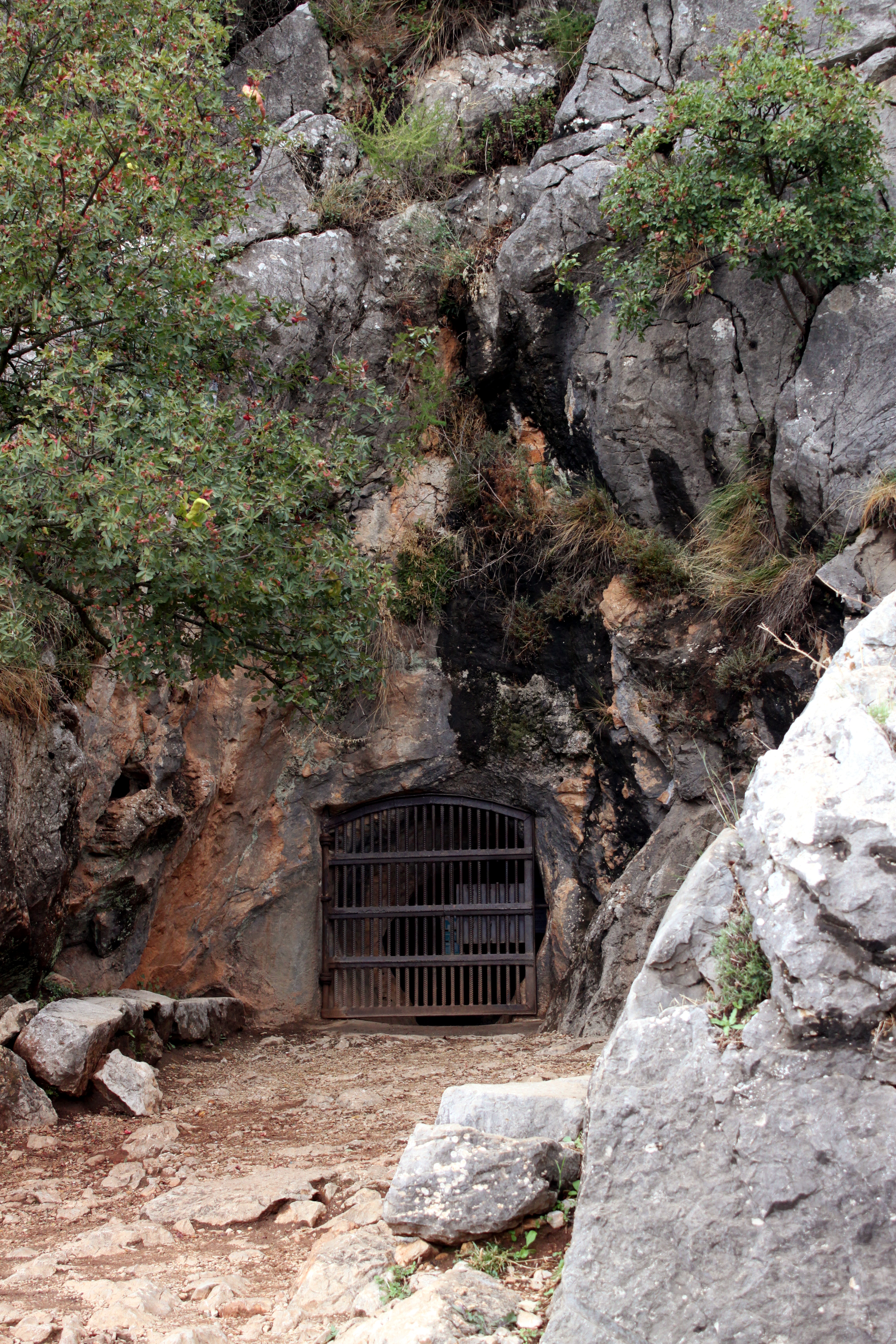
Entrada de la Cueva de la Pileta.

Geológicamente la Sierra de Grazalema, junto al resto de las denominadas zonas externas de la cordillera Bética, tuvo su origen en los sedimentos calcáreos depositados en el fondo del mar de Thetys a partir del periodo jurásico. Estos sedimentos fueron elevados durante la orogenia alpina como consecuencia de la colisión de la microplaca de Alborán y la placa ibérica durante el mioceno inferior.
A partir de su emersión el conjunto calcáreo se vio sometido a la acción erosiva de los agentes ambientales. La sierra de Líbar, en cuya vertiente oriental se encuentra La Pileta, actuó desde un principio como vía de drenaje de las aguas del cercano río Guadiaro aprovechando las aguas las grietas abiertas en la roca durante el plegamiento del cerro. De este modo la cueva va progresivamente formándose y ensanchando sus galerías desde el plioceno.
En una primera etapa la cueva permanece totalmente inundada al encontrarse por debajo del nivel del río. Progresivamente a lo largo del pleistoceno y conforme el cauce del Guadiaro forma el valle en el que hoy se encuentra van quedando galerías libres de agua mientras que se forman otras en niveles inferiores. Corresponden a esta etapa de formación de la cueva la génesis de gran parte de las estructuras estalagmíticas presentes por la filtración de agua a través de las grietas de techos y paredes y el arrastre de minerales disueltos.
Con posterioridad a la bajada del nivel del río debió producirse un segundo fenómeno de inundación en la cueva, provocado quizás por el cierre temporal de las vías de drenaje al exterior, que ocasionaron un nuevo episodio erosivo que tuvo como consecuencia la formación de olas de erosión y el desgaste de paredes y columnas.
Tras la posterior desaparición de las aguas subterráneas el sistema de galerías queda expuesto y se abre la entrada principal por la rotura de la montaña en una falla que dará también lugar al polje Harilla situado a los pies de la ladera.

## Ocupación prehistórica y manifestaciones artísticas
Gracias al estudio estilístico de las pinturas rupestres (comparándolas con otros yacimientos del Levante español, principalmente Parpalló), y al análisis de los restos humanos, líticos y cerámicos localizados en el interior de la Cueva de la Pileta, se han documentado cuatro fases de ocupación durante el periodo paleolítico superior: Solutrense medio, Gravetiense, Magdaleniense Medio y Magdaleniense Superior, con características pinturas ocres y rojas y motivos zoomorfos y fases de ocupación neolíticas con series de pinturas distribuidas por toda la cueva, generalmente de color negras y motivos geométricos.

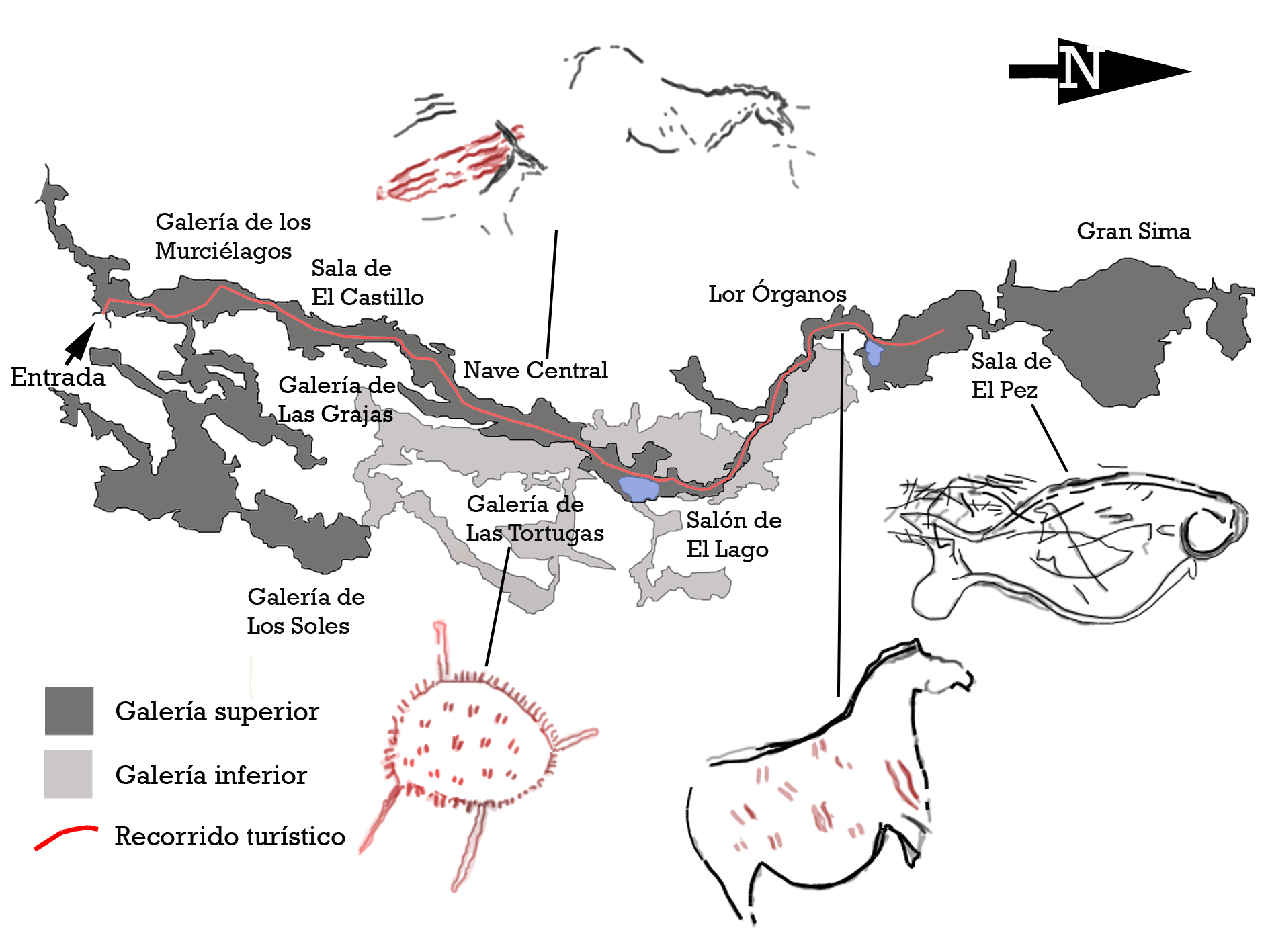
Plano de la Cueva de la Pileta situando alguna de las pinturas más representativas.

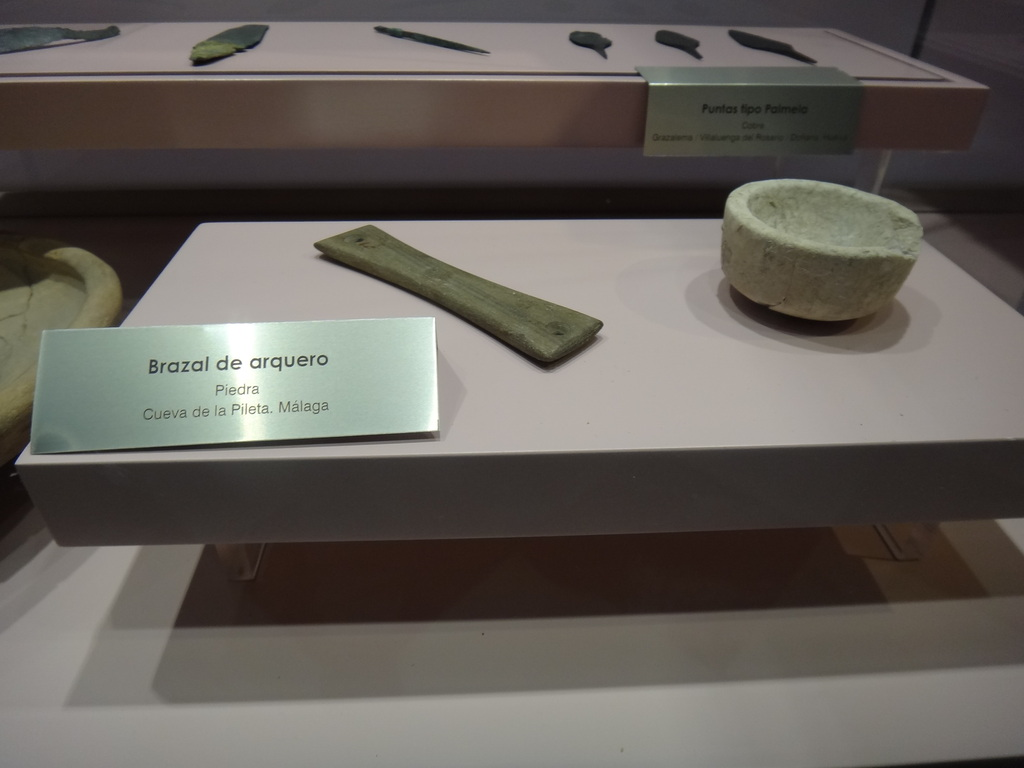
Brazal

La prolongada presencia humana y la profusión de representaciones artísticas que contiene se ha relacionado con el papel que ejercería la cueva como sitio de agregación, lugar de reunión de varios grupos de cazadores-recolectores de la región que viajarían a través de los cauces del río Guadiaro y de los pasos naturales de la zona. De este modo estilo y motivos similares a los localizados en este emplazamiento son localizados comúnmente en diversas cuevas y abrigos de la Serranía de Ronda, Sierra de Grazalema y Campo de Gibraltar, lugares desde los que o hacia los que se desplazaban los grupos humanos que poblaron el yacimiento.
La cronología de las pinturas abarca varios milenios, desde hace aproximadamente 20.000 años pudiéndose observar la evolución en la técnica pictórica desde las más antiguas representaciones naturalistas hasta las más tardías esquemáticas. Aún con esto suelen repetirse los motivos zoológicos representados como puede constatarse en el caso concreto de los cápridos cuyas primeras manifestaciones se corresponden al solutrense medio y las últimas al magdaleniense superior.
Dentro de las pinturas paleolíticas representando animales destaca la denominada yegua preñada, pintura que encuentra similitudes con otras cuevas del sur de la península como la cueva del moro situada en el término municipal de Tarifa. El análisis de esta pintura y sus equivalentes con las existentes en otras cuevas del levante español permiten establecer una cronología solutrense encontrándose en un estrecho lienzo junto a una gran cantidad de representaciones, entre las que destacan diversos símbolos serpentiformes, en lo que habitualmente ha venido a llamarse el santuario.
Destaca también la figura llamada el pez situado en una amplia sala que hoy toma su nombre. Pinturas de peces pueden encontrarse también en otras cuevas de la región como la cueva de Ardales, de las Motillas (Jerez de la Frontera) o de Nerja y se relaciona con el complejo solutrense, momento en el que las artes de pesca comenzaban a desarrollarse. En el interior de esta figura aparece otra que usualmente se interpreta como una foca aunque algunos estudios indican que podría tratarse de una figura femenina.
Las pinturas neolíticas repiten los motivos animales, siendo éstos representados de forma muy esquemática; otras figuras compuestas por líneas y la mayoría de las veces relacionadas con antropomorfos y zoomorfos son interpretadas como calendarios o algún tipo de notación numérica. Otros motivos son mucho menos frecuentes como la representación de manos positivas tan usuales en la cercana cueva de Ardales y que en el interior de La Pileta son meramente testimoniales.